# 44º Corpo d'armata (Russia)
Il 44º Corpo d'armata (in russo 44-й армейский корпус?, 44-j armejskij korpus) è corpo d'armata delle Forze terrestri russe, facente parte del Distretto militare di Leningrado e con base a Luga.

## Storia
Nel dicembre 2022, durante una riunione presso il Ministero della difesa russo, sono stati annunciati i piani di espansione dell'esercito russo, fra i quali la creazione di un nuovo corpo d'armata nella Repubblica di Carelia al confine con la Finlandia in seguito all'ingresso del paese nella NATO. La costituzione effettiva del corpo è avvenuta nel marzo 2024, ed è immediatamente iniziato il reclutamento delle nuove unità.
Il 44º Corpo è stato quindi schierato nell'oblast' di Belgorod come parte del neocostituito Gruppo di forze "Nord" ed è entrato in azione per la prima volta nella rinnovata offensiva russa nella regione di Charkiv a partire dal 10 maggio 2024, incontrando immediatamente la resistenza ucraina. Elementi del corpo, in particolare il 22º e 30º Reggimento della 72ª Divisione, sono stati trasferiti nell'oblast' di Kursk all'inizio di agosto 2024 per contrastare l'offensiva ucraina in territorio russo.

## Ordine di battaglia
- 72ª Divisione fucilieri motorizzata (unità militare 72158)
  -  22º Reggimento fucilieri motorizzato (unità militare 72164)
  -  30º Reggimento fucilieri motorizzato (unità militare 72162)
  -  41º Reggimento fucilieri motorizzato (unità militare 01069)
- 128ª Brigata fucilieri motorizzata (unità militare 41772)
- 104ª Brigata artiglieria (unità militare 54740)
- 70ª Brigata missilistica[10]
- 56º Battaglione genio
- 197º Battaglione comando[11]
- 407º Battaglione guerra elettronica
- 38ª Compagnia specnaz

## Comandanti
- Maggior generale Aleksandr Dembic'kij (marzo 2024 - in carica)[12]